# Xenobalistes
Genre
 Xenobalistes est un genre de poissons de la famille des balistes que l'on trouve dans le centre-ouest de l'Océan Pacifique.

## Espèces
Il y a, en 2014, 2 espèces reconnues dans ce genre:
- Xenobalistes punctatus Heemstra & M. P. Smith, 1983 (Outtrigger balistes)
- Xenobalistes tumidipectoris Matsuura, 1981

## Liste d'espèces
Selon BioLib (11 août 2017) et ITIS (11 août 2017) :
- Xenobalistes punctatus Heemstra & Smith, 1983
- Xenobalistes tumidipectoris Matsuura, 1981

Selon Catalogue of Life (11 août 2017), FishBase (11 août 2017), NCBI (11 août 2017) et World Register of Marine Species (11 août 2017) :
- Xenobalistes tumidipectoris Matsuura, 1981